# Mario Mieli
(Elementi di critica omosessuale, 1977)
Mario Mieli (Milano, 21 maggio 1952 – Milano, 12 marzo 1983) è stato un attivista e scrittore italiano, teorico degli studi di genere.

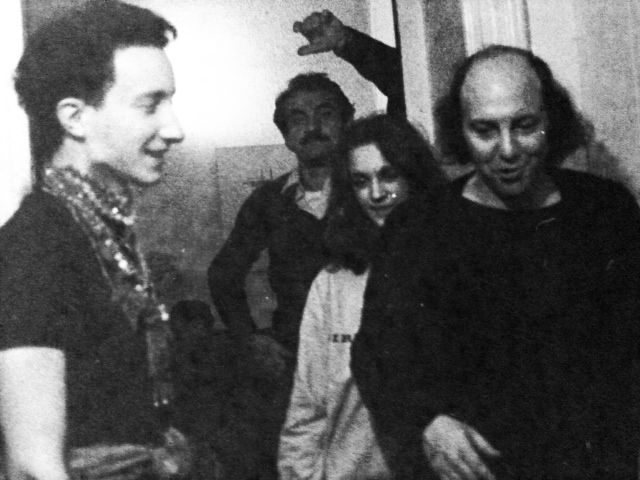
Mario Mieli, con Guido Tosi, a Milano, per la sceneggiatura di Una favola spinta, nel 1982

È considerato uno dei fondatori del movimento omosessuale italiano, nonché uno tra i massimi teorici del pensiero nell'attivismo omosessuale italiano. Legato al marxismo rivoluzionario, è noto soprattutto come eponimo del Circolo di cultura omosessuale Mario Mieli e per il suo saggio Elementi di critica omosessuale pubblicato nella sua prima edizione da Einaudi nel 1977.

## Biografia
Mario Mieli nacque a Milano nel 1952, penultimo dei sette figli di Walter Mieli e di Liderica Salina. Il padre, ebreo e originario di Alessandria d'Egitto, viveva a Milano dalla metà degli anni venti e aveva fondato con successo un'azienda di filati, divenuta in seguito una delle più importanti nella torcitura e nella lavorazione della seta. La madre, milanese, era insegnante di lingue.
Sposati dal 1936, durante la seconda guerra mondiale i coniugi Mieli erano sfollati a Lora, frazione di Como. Mario crebbe in questa cittadina, pur mantenendo forti legami con Milano dove il padre continuava a lavorare e a risiedere.
Il giovane Mario si stabilì definitivamente nel capoluogo lombardo quando si iscrisse al liceo classico Giuseppe Parini, raggiunto due anni dopo dalla sorella minore Paola, alla quale fu sempre molto legato. Già in questi anni diede dimostrazione della sua viva intelligenza e dichiarò la propria omosessualità. Secondo quanto testimoniato dal compagno Milo De Angelis, nel 1969 fondò un circolo di poesia che divenne anche un luogo di incontro per omosessuali. Fu pienamente coinvolto nella contestazione giovanile ed evocò questo periodo nel suo romanzo autobiografico Il risveglio dei faraoni.
A causa della sua miopia fu esonerato dal servizio militare e nel 1971, alla fine del liceo, si trasferì a Londra per perfezionare l'inglese, come già avevano fatto altri suoi familiari. Qui frequentò il "Gay Liberation Front" venendo a contatto con l'attivismo omosessuale nella sua fase più intensa, subito dopo i moti di Stonewall. Tornato in Italia nel 1971, a soli 19 anni fu, insieme ad Angelo Pezzana, tra i soci fondatori del celebre Fuori! a Torino, prima associazione italiana del movimento di liberazione omosessuale italiano. 
Convinto assertore di una rivoluzione gay in chiave marxista, nel 1974 si allontanò dal Fuori! insieme a tutta la cellula milanese dell'associazione quando questa si legò al Partito Radicale.
Nello stesso anno fondò a Milano i Collettivi Omosessuali Milanesi e nel 1976 i Collettivi parteciparono al Festival del proletariato giovanile di Parco Lambro, dove Mieli lanciò dal palco lo slogan Lotta dura, Contronatura!. Si laureò in filosofia morale col professor Franco Fergnani con una tesi poi pubblicata da Einaudi nel 1977 col titolo di Elementi di critica omosessuale, che divenne un fondamento delle teorie di genere. Il libro sarebbe stato tradotto in inglese (Homosexuality and liberation: elements of a gay critique, 1980) e in spagnolo (Elementos de crítica homosexual, 1979). Elementi fu uno dei testi base dei collettivi autonomi gay.
Mario Mieli fu uno dei primi a contestare apertamente le categorie di genere vestendosi quasi sempre con abiti femminili. Nel frattempo si dedicava al teatro, destando scandalo nella mentalità dell'epoca con opere come lo spettacolo La Traviata Norma. Ovvero: Vaffanculo... ebbene sì! (1976). 
Nel 1974, durante un viaggio a Londra, Mieli, vicino già all'antipsichiatria, iniziò a interessarsi di psicoanalisi; in dicembre fu nuovamente arrestato, quando, seminudo e in preda a una crisi psichica, fu fermato nell'aeroporto di Heathrow, in cerca di un poliziotto con cui avere un rapporto sessuale. Prima venne incarcerato, poi messo nella sezione psichiatrica del Marlborough Day Hospital, assistito dai familiari venuti dall'Italia in attesa del processo.
Venne ricondotto a Milano, dopo la condanna a pagare una multa, e ricoverato in una clinica psichiatrica per un mese. Una volta dimesso, su consiglio del suo psicoanalista Giovanni Carlo Zapparoli, i genitori gli diedero un appartamento autonomo. L'anno seguente viaggiò ad Amsterdam e di nuovo a Londra e si laureò con lode in filosofia. Poco dopo lasciò l'appartamento che gli avevano trovato e interruppe la terapia psichiatrica.
Al V congresso del Fuori!, che sancì la sua rottura col movimento e con Angelo Pezzana, Mieli prese la parola, si dichiarò transessuale e parlò della sua esperienza di malattia mentale («sono stato definito uno schizofrenico paranoide, sono stato in ospedale, in manicomio per questo motivo») e di omosessualità. Dopo questo periodo si dedicò alla stesura degli Elementi di critica omosessuale.
Negli ultimi anni di vita si dedicò all'esoterismo e all'alchimia, abbastanza isolato dal resto del movimento omosessuale, e lavorando al romanzo Il risveglio dei faraoni, pubblicato postumo nel 1994.

### La morte
Morì suicida nel 1983 all'età di 30 anni; fu ritrovato con la testa nel forno della propria abitazione di Milano, intossicato dal gas.
Per lungo tempo affetto da depressione, tra i possibili motivi del gesto estremo vi fu l'ostruzionismo che il padre, influente industriale milanese, aveva attuato per impedire la pubblicazione della sua ultima opera, Il risveglio dei faraoni, ritenendolo troppo autobiografico e lesivo dell'onore famigliare.

## Il pensiero

### Il transessualismo universale
Il pensiero di Mario Mieli consiste nel ritenere che ogni persona è potenzialmente transessuale se non fosse condizionata, fin dall'infanzia, da un certo tipo di società che, attraverso quella che Mieli chiamava "educastrazione", costringe a considerare l'eterosessualità come "normalità" e tutto il resto come perversione. Per transessualità Mieli non intende quello che si intende oggi nella comune accezione del termine, ma l'innata tendenza polimorfa e "perversa" dell'uomo, caratterizzata da una pluralità delle tendenze dell'Eros e da l'ermafroditismo originario e profondo di ogni individuo.

### La liberazione omosessuale in chiave marxista
Mieli fu tra i primi studiosi ed attivisti del Movimento di Liberazione Omosessuale Italiano, accanto a Ferruccio Castellano, Massimo Consoli, Elio Modugno e Angelo Pezzana. Tutti partivano dalla certezza che la liberazione dall'ancestrale omofobia dovesse fondarsi sulla consapevolezza della propria identità, censurata fin dalla nascita dalla cultura dominante, da loro ritenuta antropologicamente sessuofoba e pervicacemente omofoba.
Da queste basi partivano per abbattere la discriminazione plurisecolare nei confronti di chi non si identificava nella sessualità assiomaticamente definita come naturale e normale. Mieli abbracciò immediatamente il marxismo, cercando di rimodularlo sulle istanze della lotta di liberazione ed emancipazione omosessuale e ritenendo la società capitalistica intrinsecamente omofoba.
Secondo Mieli, se il desiderio omosessuale e i comportamenti definiti "perversioni sessuali" sono caratteristiche universali, essenziali dell'umanità, è universale anche l'oppressione esercitata dalla società del capitale. Marx individua nel proletariato la categoria degli oppressi, a cui si contrappongono gli oppressori cioè la borghesia, i padroni del capitale; Mieli apporta una correzione teorica a questo assunto, sostenendo che la categoria degli oppressi è ben più ampia. Egli stesso, membro a pieno titolo della classe borghese, si sentiva oppresso dal costume e dalla cultura cui doveva appartenere. Per estensione gli oppressi sono molti: oltre ai proletari e agli omosessuali, le donne, i “negri”, i folli; la rivoluzione deve quindi tenere conto di tutti e tutte e non può accontentarsi di eliminare la contrapposizione di classe, mantenendo intatte le discriminazioni interne. In questo senso l'omosessuale borghese e l'etero proletario sono da considerarsi ugualmente oppressi e discriminati dall'ideologia e dall'economia capitalistiche, il nemico è il medesimo per entrambi ed entrambi invocano libertà. È chiaro, dunque, l'obiettivo teorico di Mieli: l'organizzazione della società post-rivoluzionaria non può e non deve ricalcare quella della società pre-rivoluzionaria diversamente da quanto è accaduto, per certi versi, nei Paesi del socialismo reale.

### Rilettura della psicoanalisi
Negli Elementi di critica omosessuale, Mieli volle rielaborare alcuni degli spunti teorici della teoria della sessualità di Freud, attraverso la lettura che, tra gli anni cinquanta e sessanta, ne aveva fatto Herbert Marcuse.  Marcuse, infatti, in opere come Eros e civiltà (1955) e L'uomo a una dimensione (1964), aveva voluto fondere marxismo e psicanalisi. Fu proprio Freud, infatti, a sostenere che l'orientamento sessuale poteva prendere qualsiasi "direzione", riconducendo "eterosessualità" e "omosessualità" a semplici varianti della sessualità umana in senso lato. Una non escluderebbe l'altra, e anzi, in potenza, tutti saremmo pluri-sessuali, "polimorfi" o, più semplicemente, bi-sessuali.
In base a questa riflessione, Mieli riteneva che si dovesse denunciare come assurda e inconsistente l'opposizione ideologica "eterosessuale" vs "omosessuale", essendo viziato il principio stesso di "mono-sessualità". A questa prospettiva unilaterale, che riteneva incapace di cogliere la natura ambivalente e dinamica della dimensione sessuale, Mieli ha preferito opporre un principio di eros libero, molteplice e polimorfo. Per Mieli era tragicamente ridicola «la stragrande maggioranza delle persone, nelle loro divise mostruose da maschio o da "donna" [...]. Se il travestito appare ridicolo a chi lo incontra, tristemente ridicolissima è per il travestito la nudità di chi gli rida in faccia».
Tim Dean, psicoanalista dell'Università di Buffalo, che redasse l'appendice dell'edizione Feltrinelli di Elementi di critica omosessuale, affermava: «Nel processo politico di ristrutturazione della società (...) Mieli non esita a includere nel suo elenco di esperienze redentive la pedofilia, la necrofilia e la coprofagia» e «ridefinisce drasticamente il comunismo descrivendolo come riscoperta dei corpi (...) In questa comunicazione alla Bataille di forme materiali, la corporeità umana entra liberamente in relazioni egualitarie multiple con tutti gli esseri della terra, inclusi "i bambini e i nuovi arrivati di ogni tipo, corpi defunti, animali, piante, cose" annullando "democraticamente" ogni differenza non solo tra gli esseri umani ma anche tra le specie».
A questa rivoluzione sociale sono di ostacolo determinati elementi, ritenuti da Mieli come «pregiudizi di certa canaglia reazionaria» che, trasmessi con l'educazione, hanno la colpa di «trasformare troppo precocemente il bambino in adulto eterosessuale».

### Il tema della pedofilia
Da provocatore, quale è stato tutta la breve vita, Mieli si spinse fino all'apologia della pedofilia, riferendosi ad alcune considerazioni di Sigmund Freud all'epoca ancora al centro degli studi psicologici, in particolare quelle relative al complesso di Edipo. Per essere realmente comprese, le sue affermazioni devono essere inserite nell'ampio dibattito dell'epoca esistente sulla sessualità infantile in un'epoca in cui l'omosessualità era vista ancora come malattia mentale e confusa con la pedofilia. È solo alla fine degli anni '80 del secolo scorso che gli abusi sessuali sui bambini sono entrati a far parte delle leggi internazionali e considerati unanimemente come dei crimini di particolare gravità e si iniziò a distinguere la pedofilia dall'omosessualità.
I bambini, secondo il pensiero di Mieli, potevano "liberarsi" dai pregiudizi sociali e trovare la realizzazione della loro "perversità poliforme" grazie ad adulti consapevoli di quanto sopra asserito: 
(Elementi di critica omosessuale, pag. 62, 2002)
Nella nota 88 si legge: 
«Per pederastia intendo il desiderio erotico degli adulti per i bambini (di entrambi i sessi) e i rapporti sessuali tra adulti e bambini. Pederastia (in senso proprio) e pedofilia vengono comunemente usati come sinonimi»
(Elementi di critica omosessuale, pag. 62, 2002)

### Il tema dell'alterazione psichica, della follia
Mieli faceva uso di sostanze stupefacenti, attraverso le quali mirava a superare lo stato di normalità in cui riteneva le persone intrappolate. Riteneva che nevrosi, follia, paranoia, delirio e, soprattutto, la schizofrenia, al pari dell'omosessualità fossero caratteristiche latenti in tutti gli esseri umani e, con riferimento a Jung, che tali condizioni permettessero «la (ri)scoperta di quella parte di noi che Jung definirebbe “Anima” oppure “Animus”». In riferimento all'omosessualità, Mieli considerava che potesse essere una porta verso il lato inesplorato della personalità, in analogia con la follia: «La paura dell’omosessualità che distingue l’homo normalis è anche terrore della “follia” (terrore di se stesso, del proprio profondo). Così, la liberazione omosessuale si pone davvero come ponte verso una dimensione decisamente altra: i francesi, che chiamano folles le checche, non esagerano».

## Omaggi

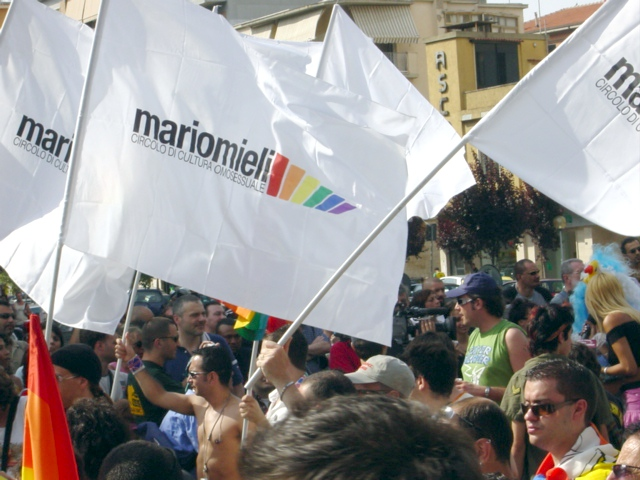
Bandiere del Circolo di cultura omosessuale Mario Mieli sventolano al Grosseto Pride del 2004

A lui è intitolato il Circolo di cultura omosessuale Mario Mieli sorto a Roma nello stesso anno della morte.

## Opere
- Comune futura, con Francesco Santini, 1974 (pamphlet)
- Elementi di critica omosessuale, Einaudi, Torino, 1977
  - Elementi di critica omosessuale, a cura di Gianni Rossi Barilli e Paola Mieli, Feltrinelli, Milano, 2002-2017[16]
- Towards a Gay Communism, pubblicazione pirata, Londra, 1980 (pamphlet)
  - Towards a Gay Communism, Pluto Press, Londra, 2018[17]
- Il risveglio dei faraoni, preservato da Marc de' Pasquali e Umberto Pasti, Cooperativa Colibri, Milano, 1994
  - Il risveglio dei faraoni, a cura di Alfonso Sarrio Solidago, dR Edizioni, Milano, 2018[18]
- Oro, eros e armonia, a cura di Gianpaolo Silvestri e Antonio Veneziani, Edizioni Croce, 2002-2012[19]
- E adesso, a cura di Silvia De Laude, Edizioni Clichy, 2016[20]

## Teatro
- La Traviata Norma - ovvero: vaffanculo... ebbene sì!, 1977

## Film su Mario Mieli
- Gli anni amari, regia di Andrea Adriatico (2019)
- La Faraona, documentario di Collettiva+ (2021)